# 高山 (萩市)
高山（こうやま）は、山口県萩市須佐にある標高532.8mの山。「たかやま」と誤読されやすい。海側の稜線は高山岬に続く。頂上には、展望台と一等三角点および県内唯一の天測点がある。

## 地理
当山は萩市の須佐地域と田万川地域にまたがり、須佐湾にも近い。周辺には岩株状岩体のホルンフェルス断層が3kmほど広がっている。

## 宝泉寺・黄帝社
山中には宝泉寺があり、その先にはポンプ場（揚水ホース）もある。その鎮守神である黄帝社は船乗りに信仰され、北前船時代に人々は当山を拝礼した。それが奉納された絵馬は県の指定文化財に指定されている。さらに、その49点が2010年3月11日に「須佐宝泉寺・黄帝社奉納船絵馬」として国の重要有形民俗文化財に指定された（県内11件目で、萩市では初めて）。

## 須佐のホルンフェルス
- マグマで形成された溶岩のため、市内笠山と同様に風穴の岩がある。

## 須佐高山の磁石石
山頂の斑れい岩は強い磁気を帯びており、1936年に「須佐高山の磁石石」として国の天然記念物に指定された。磁気が強い原因は、度重なる落雷による磁化とも、あるいは磁鉄鉱成分に富むためとも考えられている。

## 須佐田万川地区の放送の要
- 山頂には、FMラジオ放送やテレビ放送の中継局がある。

なお、放送送信所の詳細については、須佐田万川テレビ・FM中継局を参照。

## アクセス
- 鉄道はJR須佐駅で下車。
- バス（防長交通と石見交通）は「須佐駅前バス停」で下車。
- 車の場合は、国道191号から「ホルンフェルス」の標識で左折。そして、須佐湾に出て高山の案内を見て右折し、さらに進んで左折する（黄帝社に駐車場がある）。
- 揚水ホース沿いに山頂までの登山道がある[1]（徒歩1時間）。
- 東の峰である行者様（標高474m地点）に行く場合は、中国電力の中継所から東尾根に入り、小道を岩屋の行者堂に向かう。往復すると約45分。